# 매직스트로베리 사운드의 음반
이 문서는 매직스트로베리 사운드에서 발매한 음반 목록이다.

## 2000년대
- 2007년 11월 30일 캣 프랭키 - Pocket Knife
- 2007년 12월 12일 건훈씨 - Self-Title[1]
- 2008년 10월 13일 올드피쉬 - 3년 그리고 세번째
- 2008년 11월 7일 건훈씨 - 병든 마음 치료하자[2]

## 2010년대
- 2010년 1월 22일 옥상달빛 - 옥탑라됴
- 2010년 4월 22일 10cm - 10cm The First EP
- 2010년 5월 7일 옥상달빛 - [Digital Single] A-Live Vol.7
- 2010년 8월 4일 10cm - [Digital Single] 아메리카노[3]
- 2010년 9월 3일 캣 프랭키 - Please Don`t Give Me What I Want
- 2010년 9월 3일 캣 프랭키 - The Dance Of A Stranger Heart
- 2011년 2월 10일 10cm - 1.0
- 2011년 3월 7일 루싸이트 토끼 - [Digital Single] Self
- 2011년 4월 26일 옥상달빛 - 28
- 2011년 7월 26일 정차식 - 활망한 사내
- 2011년 8월 5일 루싸이트 토끼 - [Digital Single] Summer
- 2011년 8월 16일 10cm - [Digital Single] 안아줘요
- 2011년 9월 9일 10cm - [Digital Single] Reborn 산울림 Track 3
- 2011년 10월 14일 캣 프랭키 - [Digital Single] Frauen Verlassen
- 2011년 10월 20일 Rainbow99 - Spring.Revolution[4]
- 2011년 12월 16일 Cheeze - [Digital Single] 나홀로 집에 (Home Alone)
- 2012년 1월 5일 10cm - [Digital Single] 윤일상 작곡가 21주년 기념 앨범 I`m 21[5]
- 2012년 1월 10일 이영훈 - 내가 부른 그림
- 2012년 1월 30일 정차식 - 격동하는 현재사
- 2012년 3월 27일 권정열 - [Digital Single] 미쳤나봐[6]
- 2012년 3월 28일 요조 - 듀엣 OST Part.1[7]
- 2012년 3월 30일 요조 - [Digital Single] 동경소녀
- 2012년 4월 17일 요조 - 사랑비 OST Fourth Single[8]
- 2012년 5월 3일 옥상달빛 - 서로 (Each Other)
- 2012년 5월 4일 옥상달빛.이영훈 - 그대를 사랑합니다 OST Part.2
- 2012년 6월 7일 요조 - 넝쿨째 굴러온 당신 OST Part.3
- 2012년 6월 18일 10cm - 로맨스가 필요해 2012 OST Part.1
- 2012년 7월 10일 루싸이트 토끼 - Grow To Glow
- 2012년 7월 19일 옥상달빛 - 로맨스가 필요해 2012 OST Part.4
- 2012년 7월 23일 10cm - 골든타임 OST Part.2[9]
- 2012년 8월 14일 10cm - [Digital Single] 오렌지 레볼루션 페스티벌 Part.1[10]
- 2012년 9월 14일 캣 프랭키 - [Digital Single] Too Young
- 2012년 9월 25일 남녀공룡 - Love Is In The Ear
- 2012년 9월 28일 캣 프랭키 - Please Don`t Give Me What I Want
- 2012년 10월 10일 10cm - 2.0
- 2012년 12월 7일 사람또사람 - 친하게 지내자
- 2013년 1월 22일 카프카 - [Digital Single] K.
- 2013년 2월 4일 10cm - The 2nd EP
- 2013년 2월 26일 선우정아 - [Digital Single] 당신을 파괴하려는 순간
- 2013년 3월 5일 사람또사람 - [Digital Single] 오프더레코드 길에서 음악을 만나다 - 사람또사람
- 2013년 3월 12일 이영훈 - [Digital Single] 오프더레코드 길에서 음악을 만나다 - 이영훈
- 2013년 3월 19일 선우정아 - [Digital Single] 오프더레코드 길에서 음악을 만나다 - 선우정아
- 2013년 3월 22일 선우정아 - [Digital Single] 주인공의 노래
- 2013년 3월 26일 요조 - [Digital Single] 오프더레코드 길에서 음악을 만나다 - 요조
- 2013년 3월 28일 Rainbow99 - Dream Pop
- 2013년 3월 29일 10cm - [Digital Single] 지구인?
- 2013년 4월 1일 10cm - 직장의 신 OST Part.1
- 2013년 4월 2일 선우정아 - It`s Okay,Dear
- 2013년 4월 16일 Cheeze - Recipe!
- 2013년 4월 22일 옥상달빛 - [Digital Single] 새로와
- 2013년 5월 6일 옥상달빛 - Where
- 2013년 5월 10일 10cm - [Digital Single] Re;code Episode IV[11]
- 2013년 10월 18일 카프카 - The Human Psyche
- 2013년 10월 29일 Cheeze - [Digital Single] Ticket
- 2013년 11월 28일 Cheeze - [Digital Single] Mystery Girl
- 2013년 11월 29일 루싸이트 토끼 - [Digital Single] Dear Dear
- 2013년 12월 5일 남녀공룡 - [Digital Single] Ursula Scream - 내가 너의 작곡가
- 2013년 12월 5일 루싸이트 토끼 - [Digital Single] Sexy Tokki - 내가 너의 작곡가
- 2013년 12월 5일 사람또사람 - [Digital Single] 예! - 내가 너의 작곡가
- 2013년 12월 5일 선우정아 - [Digital Single] Rush - 내가 너의 작곡가
- 2013년 12월 5일 옥상달빛 - [Digital Single] 기억하는지 - 내가 너의 작곡가
- 2013년 12월 5일 요조 - [Digital Single] This Means Goodbye - 내가 너의 작곡가
- 2013년 12월 5일 이영훈 - [Digital Single] Ephemera - 내가 너의 작곡가
- 2013년 12월 5일 정차식 - [Digital Single] 살아보자 - 내가 너의 작곡가
- 2013년 12월 5일 카프카 - [Digital Single] 1015 - 내가 너의 작곡가
- 2013년 12월 5일 Rainbow99 - [Digital Single] 아주 천천히 - 내가 너의 작곡가
- 2013년 12월 16일 Cheeze - [Digital Single] Balloons
- 2013년 12월 20일 요조 - [Digital Single] 네이버 뮤직 음악감상회:요조의 개인면담 음감회
- 2014년 1월 7일 매직스트로베리 사운드 - 매직스트로베리사운드 컴필레이션 Vol.1 (내가 너의 작곡가)
- 2014년 1월 17일 사람또사람 - [Digital Single] 문제의 시작
- 2014년 1월 23일 루싸이트 토끼 - [Digital Single] 너와 함께 난 겨울
- 2014년 1월 24일 옥상달빛 - 미스코리아 OST `그럴 수 있잖아`
- 2014년 2월 12일 요조 - [Digital Single] 끝에는 끝없이 너와 나
- 2014년 2월 20일 옥상달빛 - [Digital Single] Enchante (만나서 반가워요)
- 2014년 2월 26일 사람또사람 - [Digital Single] 겨울밤
- 2014년 3월 5일 이어스 - [Digital Single] Wallflower
- 2014년 3월 28일 요조 - [Digital Single] Yozoh X First Aid Remix
- 2014년 4월 16일 Cheeze - [Digital Single] Room #501
- 2014년 4월 24일 요조 - [Digital Single] 소소한 이야기 Part.1
- 2014년 5월 28일 Cheeze - [Digital Single] Pinocchio (피노키오)
- 2014년 7월 9일 루싸이트 토끼 - [Digital Single] Let Me Dance
- 2014년 7월 11일 유즈드카세트 - [Digital Single] 열대,우리
- 2014년 7월 11일 Cheeze - [Digital Single] Alone
- 2014년 7월 15일 옥상달빛 - [Digital Single] 가끔은 그래도 괜찮아
- 2014년 7월 25일 Cheeze - [Digital Single] Do It Again
- 2014년 8월 22일 요조 - 하이스쿨:러브온 OST Part.3[12]
- 2014년 8월 27일 하상욱 - [Digital Single] 회사는 가야지
- 2014년 8월 28일 Rainbow99 - Seoul
- 2014년 9월 12일 옥상달빛 - [Digital Single] 또 고마워서 만든 노래
- 2014년 9월 22일 하상욱 - [Digital Single] 축의금
- 2014년 10월 31일 요조 - 가족끼리 왜 이래 OST Part.1
- 2014년 10월 31일 유즈드카세트 - Users
- 2014년 11월 14일 카프카 - [Digital Single] Hello,My Friend![13]
- 2014년 11월 19일 10cm - 3.0
- 2014년 11월 28일 김윤주 - 스웨덴 세탁소 OST Part.1
- 2014년 12월 4일 선우정아 - Riano Poom[14]
- 2014년 12월 22일 Cheeze - [Digital Single] 잘 다녀와요
- 2015년 1월 20일 Rainbow99 - [Digital Single] 담양,눈보라
- 2015년 1월 23일 이영훈 - [Digital Single] 안녕 삐 #2
- 2015년 2월 5일 이영훈 - 내가 부른 그림 2
- 2015년 2월 27일 Rainbow99 - [Digital Single] 동해,파도
- 2015년 3월 24일 Rainbow99 - [Digital Single] 제주,70
- 2015년 3월 27일 선우정아 - [Digital Single] 봄처녀
- 2015년 3월 27일 요조 - [Digital Single] 푸른 자켓
- 2015년 4월 3일 이어스 - Half Grown
- 2015년 4월 15일 요조 - [Digital Single] 다시,봄[15]
- 2015년 4월 17일 이영훈 - 순정에 반하다 OST Part.2
- 2015년 4월 21일 Rainbow99 - [DIgital Single] 남한산성,그리고
- 2015년 5월 7일 옥상달빛 - [Digital Single] 희한한 시대
- 2015년 5월 13일 Cheeze - Plain
- 2015년 5월 22일 니들앤젬 - Before Dawn
- 2015년 5월 28일 Rainbow99 - [Digital Single] 목포,유달산
- 2015년 6월 18일 이어스 - Equal (=) Remixes
- 2015년 6월 26일 유즈드카세트 - Rock N Rills
- 2015년 6월 30일 Rainbow99 - [Digital Single] 태백,낮과 밤
- 2015년 7월 4일 옥상달빛 - 너를 사랑한 시간 OST Part.2
- 2015년 7월 17일 루싸이트 토끼 - 너를 보는 난 여름 (Love Letter)
- 2015년 7월 20일 정차식 - 심야식당 OST Part.3
- 2015년 7월 30일 Rainbow99 - [Digital Single] 전기도시 당진
- 2015년 8월 20일 Rainbow99 - [Digital Single] 연천,걷게 하다
- 2015년 8월 28일 선우정아 - [Digital Single] 여름캠프 마지막 밤[16]
- 2015년 8월 31일 루싸이트 토끼 - 2015 월간 윤종신 8월호[17]
- 2015년 9월 14일 정차식 - 돼지 같은 여자 OST'
- 2015년 9월 18일 Rainbow99 - [Digital Single] 포항,올리브
- 2015년 9월 22일 권정열 - [Digital Single] 어깨[18]
- 2015년 10월 8일 카프카 - [Digital Single] The Shining Dark 2015
- 2015년 10월 10일 10cm - [Digital Single] 3.1
- 2015년 10월 23일 Rainbow99 - [Digital Single] 삼천포,풍차 언덕과 마도
- 2015년 10월 26일 요조 - [Digital Single] 가을을 남기고 간 사랑[19]
- 2015년 11월 2일 Cheeze - [Digital Single] 이제 뭐라고
- 2015년 11월 10일 정차식 - 집행자
- 2015년 11월 11일 10cm - [Digital Single] 투유 프로젝트 - 슈가맨 Part.4[20]
- 2015년 11월 17일 사람또사람 - [Digital Single] 우주
- 2015년 11월 25일 Rainbow99 - [Digital Single] 청도,Old Town & New Town
- 2015년 11월 27일 옥상달빛 - [Digital Single] 달리기
- 2015년 12월 15일 Rainbow99 - [Digital Single] 전주,변했지만 괜찮아
- 2016년 1월 15일 선우정아 - [Digital Single] 교감[21]
- 2016년 1월 29일 옥상달빛 - [Digital Single] 두 사람
- 2016년 2월 13일 정차식 - 시그널 OST Part.3
- 2016년 2월 19일 Rainbow99 - Calendar
- 2016년 2월 29일 선우정아 - [Digital Single] 그러려니[22]
- 2016년 3월 18일 사람또사람 - 사람 또 사람
- 2016년 3월 25일 루싸이트 토끼 - L+
- 2016년 3월 29일 옥상달빛 - [Digital Single] 걸어가자
- 2016년 4월 1일 10cm - [Digital Single] 3.2
- 2016년 4월 4일 신세하 - [Digital Single] 티를 내 (Timeline)[23]
- 2016년 4월 27일 이영훈 - [Digital Single] 캐치볼
- 2016년 5월 13일 옥상달빛 - RE:TAG
- 2016년 5월 26일 Cheeze - [Digital Single] Mood Indigo
- 2016년 6월 16일 10cm - [Digital Single] 니가 참 좋아
- 2016년 6월 16일 Cheeze - Q
- 2016년 6월 21일 옥상달빛,하상욱 - [Digital Single] 좋은 생각이 났어,니 생각
- 2016년 8월 2일 신세하 - [Digital Single] 온스테이지 297번째 신세하(Xin Seha)
- 2016년 8월 30일 Rainbow99 - [Digital Single] RAINBOW99 X 대림미술관
- 2016년 9월 12일 옥상달빛 - 혼술남녀 OST Part.1
- 2016년 9월 26일 선우정아 - 4X4
- 2016년 10월 11일 10cm - [Digital Single] 3.3
- 2016년 10월 18일 10cm - 캐리어를 끄는 여자 OST Part.2
- 2016년 10월 26일 선우정아 - 공항으로 가는 길 OST Part.4
- 2016년 11월 14일 구름 - [Digital Single] Cloud.1 `더 나은 사람`
- 2016년 11월 28일 구름 - [Digital Single] Cloud.2 `지금껏 그랬듯 앞으로도 계속`
- 2016년 12월 6일 이영훈 - [Digital Single] 괜한 걱정
- 2016년 12월 10일 10cm - 도깨비 OST Part.2
- 2016년 12월 17일 이어스 - [Digital Single] 비밀
- 2016년 12월 28일 구름 - [Digital Single] Cloud.3 `내가 모르게`
- 2017년 1월 14일 카프카 - 문영 OST
- 2017년 1월 16일 이영훈 - [Digital Single] 투정
- 2017년 2월 6일 니들앤젬 - [Digital Single] Pigeon's Home
- 2017년 2월 11일 사람또사람 - [Digital Single] 리셋버튼
- 2017년 2월 20일 Cheeze - [Digital Single] 좋아해 (Bye)
- 2017년 2월 23일 이영훈 - [Digital Single] 불면
- 2017년 2월 27일 신세하 - 7F, the Void
- 2017년 3월 18일 구름 - [Digital Single] Cloud.4 `Mafia`
- 2017년 3월 24일 Rainbow99 - Alphaville[24]
- 2017년 3월 27일 카프카 - Asura
- 2017년 4월 6일 옥상달빛 - [Digital Single] 월월월월금
- 2017년 4월 14일 사람또사람 - [Digital Single] 스물아홉 봄
- 2017년 4월 14일 최정윤 - [Digital Single] 그대가 그리워서 만든 노래
- 2017년 4월 17일 니들앤젬 - [Digital Single] 34N125E
- 2017년 4월 29일 바이바이배드맨 - 너의 파도
- 2017년 5월 10일 선우정아 - 추리의 여왕 OST Part.3
- 2017년 5월 16일 요조 - 나.아.당.궁
- 2017년 5월 18일 Cheeze - [Digital Single] Be There
- 2017년 5월 23일 Rainbow99 - Telekid[25]
- 2017년 5월 31일 Cheeze - 수상한 파트너 OST Part.4
- 2017년 6월 18일 요조 - [Digital Single] 반짝이게 해
- 2017년 6월 24일 이영훈 - [Digital Single] 다 너 때문이야
- 2017년 6월 27일 Rainbow99 - 연극,런닝머신 타는 남자의 연애갱생 프로젝트
- 2017년 7월 8일 선우정아 - [Digital Single] 구애 (求愛)
- 2017년 7월 18일 옥상달빛 - [Digital Single] 어른이 될 시간
- 2017년 7월 24일 요조 - 학교 2017 OST Part.2
- 2017년 7월 27일 오핑 - [Digital Single] Birthday Harlem
- 2017년 8월 25일 최정윤 - [Digital Single] Tokyo Tower
- 2017년 8월 26일 정차식 - 구해줘 OST Part.3
- 2017년 8월 28일 10cm - [Digital Single] Help[26]
- 2017년 9월 1일 10cm - 4.0
- 2017년 9월 7일 바이바이배드맨 - [Digital Single] Monolove
- 2017년 9월 27일 캣 프랭키 - [Digital Single] Bad Behaviour
- 2017년 9월 29일 Cheeze - [Digital Single] Your BGM Vol.1[27]
- 2017년 10월 9일 Cheeze - 사랑의 온도 OST Part.3
- 2017년 10월 25일 바이바이배드맨 - [Digital Single] Always In Love
- 2017년 11월 3일 10cm - [Digital Single] Bye Babe[28]
- 2017년 11월 8일 Rainbow99 - EUROPE
- 2017년 11월 30일 오핑 - [Digital Single] Stay In The Circle
- 2017년 12월 9일 사람또사람 - [Digital Single] 크리스마스 저녁에 티비를 보다가
- 2017년 12월 12일 오핑 - [Digital Single] Simon Said
- 2017년 12월 19일 Cheeze - [Digital Single] SHORT FILM `Sequence #1`
- 2017년 12월 22일 소수빈 - [Digital Single] 소심,`길을 잃은`
- 2017년 12월 28일 선우정아 - [Digital Single] 고양이
- 2018년 1월 4일 바이바이배드맨 - [Digital Single] You`re Always Right About Love
- 2018년 1월 12일 이루리 - Rise From The Ashes
- 2018년 1월 24일 윤딴딴 - 이런 꽃 같은 엔딩 OST Part.1
- 2018년 1월 26일 Cheeze - [Digital Single] SHORT FILM `Sequence #2`
- 2018년 2월 5일 윤딴딴 - [Digital Single] 투유 프로젝트 - 슈가맨2 Part.4[29]
- 2018년 2월 5일 캣 프랭키 - Bad Behaviour
- 2018년 2월 23일 Cheeze - [Digital Single] SHORT FLIM `Sequence #3`
- 2018년 2월 27일 Rainbow99 - [Digital Single] 겨울의 청주
- 2018년 3월 1일 선우정아 - 마더 OST Part.4
- 2018년 3월 20일 선우정아 - [Digital Single] 남
- 2018년 3월 31일 Rainbow99 - [Digital Single] 수원화성
- 2018년 4월 6일 최정윤 - [Digital Single] 욕심
- 2018년 4월 10일 바이바이배드맨 - [Digital Single] Daisy
- 2018년 4월 18일 이영훈 - [Digital Single] 넌 모를거야
- 2018년 4월 19일 선우정아 - [Digital Single] 차트밖에서[30]
- 2018년 4월 23일 선우정아 - [Digital Single] 투유 프로젝트 - 슈가맨2 Part.14[31]
- 2018년 4월 23일 Rainbow99 - [Digital Single] 양양
- 2018년 4월 25일 윤딴딴 - [Digital Single] 자취방에서
- 2018년 5월 3일 소수빈 - [Digital Single] 쉿
- 2018년 5월 8일 사람또사람 - [Digital Single] 엄마
- 2018년 5월 12일 Cheeze - 리치맨 OST Part.1
- 2018년 5월 13일 오핑 - [Digital Single] Mushroom Wave
- 2018년 5월 30일 옥상달빛 - [Digital Single] 청춘길일 (靑春吉日)
- 2018년 6월 4일 신세하 - Airway
- 2018년 6월 29일 옥상달빛 - [Digital Single] 직업병
- 2018년 7월 5일 윤딴딴 - 김비서가 왜 그럴까 OST Part.7
- 2018년 7월 15일 소수빈 - A-TEEN Part 1
- 2018년 8월 1일 Rainbow99 - [Digital Single] 신비로운 청평
- 2018년 8월 7일 옥상달빛 - [Digital Single] 발란스
- 2018년 8월 14일 선우정아 - 한입만 OST Part.3
- 2018년 8월 23일 10cm - [Digital Single] 4.1
- 2018년 8월 24일 최정윤 - [Digital Single] 사라져
- 2018년 8월 29일 박세진 - [Digital Single] Young & Naive
- 2018년 9월 7일 구원찬 - [Digital Single] 슬퍼하지마
- 2018년 9월 15일 선우정아 - 죄 많은 소녀 (Original Motion Picture Soundtrack)
- 2018년 9월 23일 Rainbow99 - [Digital Single] 금강하구둑과 고도리
- 2018년 9월 23일 10cm - [Digital Single] 연애 플레이리스트 3 Part.1
- 2018년 10월 5일 Cheeze - [Digital Single] Everything To
- 2018년 10월 12일 윤딴딴 - [Digital Single] 혹시 모르니까
- 2018년 11월 2일 10cm, Humbert - [Digital Single] 친구와 우정을 지키는 방법 Vol.2[32]
- 2018년 11월 15일 이루리 - [Digital Single] 언젠가,우리
- 2018년 11월 16일 하상욱 - [Digital Single] 다 정한 이별
- 2018년 11월 19일 옥상달빛 - [Digital Single] 밤밤밤
- 2018년 11월 27일 선우정아 - [Digital Single] 백년해로
- 2018년 12월 11일 선우정아 - [Digital Single] 온스테이지 디깅클럽서울 Part.04
- 2018년 12월 25일 소수빈 - [Digital Single] 잘 되길 바랄게
- 2018년 12월 26일 구원찬 - [Digital Single] 너는 어떻게
- 2019년 1월 3일 옥상달빛 - Day/Night
- 2019년 1월 28일 윤딴딴 - [Digital Single] 남은 기억
- 2019년 2월 7일 루싸이트 토끼 - [Digital Single] Not Yet
- 2019년 2월 9일 Rainbow99 - Come Back Home
- 2019년 3월 5일 민수 - [Digital Single] 민수는 혼란스럽다
- 2019년 3월 7일 10cm - [Digital Single] 4.3
- 2019년 3월 21일 이영훈 - [Digital Single] 우리,내일도
- 2019년 3월 25일 이루리 - [Digital Single] 유영
- 2019년 3월 28일 최정윤 - [Digital Single] Nowhere
- 2019년 4월 1일 옥상달빛 - [Digital Single] 님 찾아가는 길 (MBC 라디오 `대한민국 임시정부 수립 100주년 특별기획` 주제곡)
- 2019년 4월 4일 윤지영 - [Digital Single] 우우우린
- 2019년 4월 5일 구원찬 - [Digital Single] 너에게
- 2019년 4월 15일 웨터 - [Digital Single] 꼰대
- 2019년 4월 15일 황소윤 - [Digital Single] Holiday
- 2019년 4월 18일 김수영 - [Digital Single] 달이 나만 따라오네
- 2019년 4월 26일 서사무엘 - [Digital Single] 비가 그쳤네
- 2019년 4월 27일 루싸이트 토끼 - [Digital Single] 오월의 나무
- 2019년 5월 4일 10cm - [Digital Single] [Vol.16] 유희열의 스케치북 10주년 프로젝트 : 일곱 번째 목소리 `유스케 X 10cm`
- 2019년 5월 10일 옥상달빛 - MBC `지금 1위는?` Part.4[33]
- 2019년 5월 11일 10cm - [Digital Single] [Vol.17] 유희열의 스케치북 10주년 프로젝트 : 일곱 번째 목소리 `유스케 X 10cm`
- 2019년 5월 19일 Cheeze - Plate
- 2019년 5월 21일 황소윤 - So!YoON!
- 2019년 5월 22일 선우정아 - 구해줘 2 OST Part.2
- 2019년 5월 24일 김윤주 - [Digital Single] 꿈처럼 남아
- 2019년 5월 28일 민수 - [Digital Single] I Like Me
- 2019년 5월 30일 선우정아 - Stand
- 2019년 6월 10일 서사무엘 - [Digital Single] D O W E
- 2019년 6월 12일 윤딴딴 - [Digital Single] 잘 살고 있지롱
- 2019년 6월 30일 소수빈 - 파도야
- 2019년 6월 30일 민수,서사무엘 - 로봇이 아닙니다 OST Part.1
- 2019년 7월 1일 최정윤 - [Digital Single] 시간이 부족해
- 2019년 7월 8일 박세진 - [Digital Single] 내 사랑은 왜 어렵지
- 2019년 7월 13일 선우정아 -  [Digital Single] [Vol.24] 유희열의 스케치북 10주년 프로젝트 : 열한 번째 목소리 `유스케 X 선우정아`
- 2019년 7월 18일 김수영 - [Digital Single] 비워내려고 합니다
- 2019년 7월 20일 선우정아 - [Digital Single] [Vol.25] 유희열의 스케치북 10주년 프로젝트 : 열한 번째 목소리 `유스케 X 선우정아`
- 2019년 7월 20일 요조 - [Digital Single] 낙원으로 둘이서 (영화 ‘안녕, 티라노: 영원히, 함께’ OST 수록곡)[34]
- 2019년 7월 20일 10cm - 호텔 델루나 OST Part.2
- 2019년 7월 30일 Rainbow99 - 동두천
- 2019년 8월 4일 사람또사람 - [Digital Single] 악마
- 2019년 8월 6일 Cheeze - [Digital Single] Summer Love...[35]
- 2019년 8월 6일 10cm - [Digital Single] 방에 모기가 있어
- 2019년 8월 13일 윤딴딴 - 반육십
- 2019년 8월 16일 서사무엘 - 의사 요한 OST Part.4
- 2019년 8월 16일 소수빈 - `세상 잘 사는 지은씨 2` OST
- 2019년 9월 2일 민수 - 열여덟의 순간 OST Part.6
- 2019년 9월 4일 Cheeze - [Digital Single] Dingo X CHEEZE & pH-1[36]
- 2019년 9월 10일 구원찬 - 일지
- 2019년 9월 28일 서사무엘 - [Digital Single] Jungle Riot
- 2019년 10월 3일 민수 - [Digital Single] 커다란
- 2019년 10월 4일 새소년 - [Digital Single] 집에
- 2019년 10월 10일 최정윤 - [Digital Single] 궁금해
- 2019년 10월 16일 선우정아 - 멜로디책방 Part.1, Part.2[37]
- 2019년 10월 17일 옥상달빛 - 청일전자 미쓰리 OST Part.2
- 2019년 10월 23일 선우정아 - 멜로디책방 Part.3[38]
- 2019년 10월 30일 선우정아 - 멜로디책방 Part.4[39]
- 2019년 10월 31일 서사무엘 - The Misfit
- 2019년 11월 6일 김수영 - [Digital Single] 좋아하고 있나요
- 2019년 11월 6일 선우정아 - 멜로디책방 Part.5[40]
- 2019년 11월 13일 선우정아 - 멜로디책방 Part.6[41]
- 2019년 11월 20일 선우정아 - 멜로디책방 Part.7, Part.8[42]
- 2019년 11월 23일 옥상달빛 - [Digital Single] 그대로도 아름다운 너에게
- 2019년 11월 26일 민수,윤지영 - [Digital Single] 그녀
- 2019년 11월 28일 Cheeze - [Digital Single] Just 4 U...[43]
- 2019년 12월 6일 소수빈 - [Digital Single] 얼마나 더
- 2019년 12월 10화 새소년 - [Digital Single] 온스테이지 디깅클럽서울 THEME 05
- 2019년 12월 12일 선우정아 - Serenade
- 2019년 12월 13일 옥상달빛 - [Digital Single] Good Night
- 2019년 12월 15일 10cm - 사랑의 불시착 OST Part.1
- 2019년 12월 19일 사람또사람 - [Digital Single] 울어도 돼
- 2019년 12월 27일 소수빈 - [Digital Single] 얼마나 더 (Acoustic Ver.)

## 2020년대
- 2020년 1월 25일 선우정아 - [Digital Single] 투유 프로젝트 - 슈가맨3 Part.7[44]
- 2020년 2월 2일 소수빈 - 사랑의 불시착 OST Part.9[45]
- 2020년 2월 18일 새소년 - 비적응
- 2020년 2월 18일 웨터 - [Digital Single] Love Is All Around
- 2020년 3월 4일 윤지영 - [Digital Single] 다 지나간 일들을
- 2020년 3월 9일 선우정아 - 아무도 모른다 OST Part.1
- 2020년 3월 11일 서사무엘 - [Digital Single] Let Us Talk
- 2020년 3월 16일 윤딴딴 - 신혼일기
- 2020년 3월 21일 사람또사람 - [Digital Single] 혼잣말
- 2020년 4월 3일 소수빈 - [Digital Single] 나도 날 잘
- 2020년 4월 29일 선우정아 - 신구함께[46]
- 2020년 5월 3일 최정윤 - 화양연화 - 삶이 꽃이 되는 순간 OST Part.2[47]
- 2020년 5월 9일 선우정아 - 더 킹 : 영원의 군주 OST Part.7
- 2020년 5월 10일 민수 - [Digital Single] 미니홈피
- 2020년 5월 10일 새소년 - [Digital Single] 난춘(難春)
- 2020년 5월 11일 서사무엘 - D I A L
- 2020년 5월 18일 Cheeze - I Can't Tell You Everything
- 2020년 5월 27일 Cheeze - 오 마이 베이비 OST Part.3
- 2020년 5월 28일 선우정아 - [Digital Single] 뒹굴뒹굴
- 2020년 6월 3일 서사무엘 - [Digital Single] EDEN_STARDUST2 vol.01[48]
- 2020년 6월 3일 윤지영 - [Digital Single] 부끄럽네
- 2020년 7월 6일 선우정아 - [Digital Single] 뒹굴뒹굴하던 우리네 봄은 지나가고
- 2020년 7월 14일 Cheeze - [Digital Single] 무자비[49]
- 2020년 7월 24일 옥상달빛 - Still a Child
- 2020년 7월 26일 Cheeze - 사이코지만 괜찮아 OST Part.6
- 2020년 8월 3일 박문치 - [Digital Single] Cool한 42
- 2020년 8월 12일 윤딴딴 - 딴딴한 여름 2020 Live Album
- 2020년 8월 15일 황소윤 - [Digital Single] [Vol.64] 유희열의 스케치북 : 서른아홉 번째 목소리 '유스케 X So!YoON! (황소윤)'
- 2020년 8월 16일 선우정아 - 비밀의 숲 2 OST Part.1
- 2020년 9월 3일 이루리 - Let Me Dive Into This Moment
- 2020년 9월 10일 놀이도감 - [Digital Single] 민수는 혼란스럽다
- 2020년 9월 22일 10cm - [Digital Single] 4.5
- 2020년 9월 26일 놀이도감 - [Digital Single] 두고 온 우산
- 2020년 10월 11일 김수영 - Don't Know
- 2020년 10월 14일 Rainbow99 -[Digital Single] Wind
- 2020년 10월 20일 황소윤 - [Digital Single] Wings[50]
- 2020년 10월 21일 서사무엘 - UNITY II
- 2020년 10월 28일 윤지영 - Blue Bird
- 2020년 10월 29일 놀이도감 - 숨은 그림
- 2020년 10월 31일 10cm - 스타트업 OST Part.6
- 2020년 11월 5일 서사무엘 - [Digital Single] Automatic Remix[51]
- 2020년 11월 7일 Cheeze - 스타트업 OST Part.8
- 2020년 11월 14일 옥상달빛 - 경우의 수 OST Part.9
- 2020년 12월 2일 Rainbow99 - 오름의 지금
- 2020년 12월 12일 루싸이트 토끼 - [Digital Single] 겨울날
- 2020년 12월 12일 옥상달빛 - 허쉬 OST Part.1
- 2020년 12월 13일 선우정아 - 허쉬 OST Part.2
- 2020년 12월 19일 선우정아 - 며느라기 OST Part.1
- 2020년 12월 23일 10cm - [Digital Single] 5.1
- 2020년 12월 26일 10cm - [Digital Single] [Vol.79] 유희열의 스케치북 : 쉰 번째 목소리 '유스케 X 이적, 유희열, 윤종신, 10cm, 잔나비, 마마무, 정승환'[52]
- 2020년 12월 29일 선우정아 - [Digital Single] Time to Realize
- 2020년 12월 30일 선우정아 - [Digital Single] 故김현식 30주기 헌정앨범 “추억 만들기” Part.4[53]
- 2021년 1월 5일 선우정아 - [Digital Single] 동거
- 2021년 1월 8일 최정윤 - [Digital Single] Bloom
- 2021년 1월 22일 윤딴딴 - 여전히 행복했으면
- 2021년 1월 24일 10cm - [Digital Single] 이 밤을 빌려 말해요 (바른연애 길잡이 X 10CM)
- 2021년 1월 25일 요조 - [Digital Single] 모과나무
- 2021년 2월 9일 선우정아 - 루카 : 더 비기닝 OST Part.1
- 2021년 2월 15일 Cheeze - 선배, 그 립스틱 바르지 마요 OST Part.6
- 2021년 2월 16일 요조 - [Digital Single] 작은 사람
- 2021년 2월 26일 사람또사람 - [Digital Single] 출발
- 2021년 2월 28일 박문치 - [Digital Single] What A Wonderful Word[54]
- 2021년 3월 11일 최정윤 - [Digital Single] 달라
- 2021년 3월 14일 Cheeze - [Digital Single] 이렇게 좋아해 본 적이 없어요 (소녀의 세계 X CHEEZE(치즈))
- 2021년 4월 2일 10cm - [Digital Single] 비긴어게인 오픈마이크 Episode.9[55]
- 2021년 4월 3일 윤딴딴 - [Digital Single] Unfinished Job Part.3[56]
- 2021년 4월 15일 Cheeze - [Digital Single] Loser
- 2021년 4월 21일 이루리 - [Digital Single] I Feel Your Love
- 2021년 5월 13일 10cm - [Digital Single] 5.2
- 2021년 5월 23일 김수영 - [Digital Single] 꿈
- 2021년 5월 25일 실리카겔 - [Digital Single] S G T A P E - 01
- 2021년 5월 28일 TRPP - [Digital Single] Pause
- 2021년 5월 26일 민수 - [Digital Single] Healthy Food
- 2021년 6월 14일 이루리 - [Digital Single] HOWL
- 2021년 7월 5일 TRPP - TRPP
- 2021년 7월 13일 Cheeze - [Digital Single] 31[57]
- 2021년 7월 15일 Cheeze - 간 떨어지는 동거 OST Part.8
- 2021년 7월 25일 선우정아 - [Digital Single] Buffalo
- 2021년 8월 8일 10cm - [Digital Single] 두 번째 `고백`
- 2021년 8월 15일 실리카겔 - [Digital Single] Desert Eagle
- 2021년 8월 19일 오핑 - Paradise Is Where We Are
- 2021년 9월 9일 이루리 - [Digital Single] About Summer
- 2021년 9월 13일 윤딴딴 - 마음을 오르는 기록
- 2021년 9월 18일 김수영 - [Digital Single] 갑자기 생각이 난건데
- 2021년 9월 19일 Cheeze - 갯마을 차차차 OST Part.3
- 2021년 9월 28일 박문치 - ParkRuRa
- 2021년 10월 6일 서사무엘 - [Digital Single] Vulture
- 2021년 10월 6일 옥상달빛 - [Digital Single] 푸른밤
- 2021년 10월 17일 선우정아 - [Digital Single] 그렇게 우리는[58]
- 2021년 10월 21일 Cheeze - [Digital Single] Our Blue (아는 여자애 X CHEEZE (치즈))
- 2021년 10월 23일 민수 - 원더우먼 OST Part.4
- 2021년 10월 23일 선우정아 - 유미의 세포들 OST Part.11
- 2021년 10월 28일 옥상달빛,요조,선우정아,Cheeze,박문치 - [Digital Single] 잘 먹고 잘 사는 법[59]
- 2021년 10월 30일 TRPP - 구경이 OST Part.1
- 2021년 11월 10일 요조 - [Digital Single] 학교 앞 떡볶이 (요조 X 배달의민족)
- 2021년 11월 11일 10cm - The 3rd EP
- 2021년 11월 18일 선우정아 - [Digitial Single] 어쩜[60]
- 2021년 11월 20일 TRPP - 구경이 OST Part.4
- 2021년 11월 22일 이루리 - 바이트 씨스터즈 OST Part.1
- 2021년 11월 23일 새소년 - [Digital Single] Joke!
- 2021년 11월 28일 TRPP - 구경이 OST Part.5
- 2021년 12월 1일 이영훈 - [Digital Single] 잘 지내나요
- 2021년 12월 2일 선우정아 - 멜랑꼴리아 OST Part.2
- 2021년 12월 3일 루싸이트 토끼 - [Digital Single] Carol #3
- 2021년 12월 5일 구원찬 - [Digital Single] 표현
- 2021년 12월 7일 10cm - 그 해 우리는 OST Part.1
- 2021년 12월 9일 선우정아 - 연애 빠진 로맨스 (Original Motion Picture Soundtrack)
- 2021년 12월 16일 박문치 - [Digital Single] 12월의 단편
- 2021년 12월 16일 Cheeze - 멜랑꼴리아 OST Part.4
- 2021년 12월 19일 놀이도감 - [Digital Single] 크로스워크
- 2021년 12월 23일 TRPP - [Digital Single] Merry Bloody Christmas
- 2021년 12월 28일 서사무엘 - [Digital Single] 먼지
- 2022년 1월 11일 놀이도감 - SPIRIT#2
- 2022년 2월 1일 Rainbow99 - Winter 1
- 2022년 2월 20일 Cheeze - 기상청 사람들 : 사내연애 잔혹사 편 OST Part.1
- 2022년 3월 2일 루싸이트 토끼 - [Digital Single] Rhythm
- 2022년 3월 8일 선우정아 - [Digital Single] 강승원 이집 PART.4 - 봄바람 (Spring Breeze)[61]
- 2022년 3월 12일 구원찬 - 아직 최선을 다하지 않았을 뿐 OST Part.4[62]
- 2022년 3월 30일 최정윤 - [Digital Single] 사랑을 말해야 해
- 2022년 4월 1일 선우정아 - [Digital Single] 터트려
- 2022년 4월 22일 윤딴딴 - 너에게 가는 속도 493km OST Part.2
- 2022년 4월 23일 10cm - 우리들의 블루스 OST Part.3
- 2022년 4월 28일 구원찬 - [Digital Single] 유리잔
- 2022년 4월 30일 Cheeze - [Digital Single] [Vol.134] 유희열의 스케치북 With you : 여든 일곱 번째 목소리 '유스케 X CHEEZE (치즈)'
- 2022년 4월 30일 김수영 - 괴이 OST Part.2
- 2022년 5월 14일 선우정아 - 서울체크인 OST Part.6
- 2022년 5월 25일 옥상달빛 - [Digital Single] 평범한 엔딩 (옥상달빛 X LH 한국토지주택공사)
- 2022년 5월 25일 윤딴딴 - [Digital Single] 옛조각
- 2022년 5월 27일 선우정아 - 장미맨션 OST Part.2
- 2022년 6월 7일 Cheeze - [Digital Single] 퐁당
- 2022년 6월 15일 사람또사람 - [Digital Single] 아무것도 하지마
- 2022년 6월 25일 실리카겔 - [Digital Single] I'MMORTAL
- 2022년 6월 30일 선우정아 - 이상한 변호사 우영우 OST Part.2
- 2022년 7월 2일 구원찬 - 유미의 세포들 시즌 2 OST Part.5
- 2022년 7월 3일 10cm - [Digital Single] 5.3
- 2022년 7월 8일 민수 - [Digital Single] 오해 금지
- 2022년 7월 15일 최정윤 - [Digital Single] 착한 사람들이 먼저 가는 우주
- 2022년 7월 22일 소수빈 - [Digital Single] See You Again
- 2022년 7월 23일 Cheeze - [Digital Single] Traveler[63]
- 2022년 8월 9일 옥상달빛 - [Digital Single] 세레머니 (Ceremony)
- 2022년 8월 11일 Cheeze - Blank
- 2022년 8월 25일 실리카겔 - [Digital Single] No Pain
- 2022년 8월 28일 김수영 - [Digital Single] Rainy Day
- 2022년 8월 29일 신세하 - I Just Can't Control My Feet!
- 2022년 8월 31일 윤딴딴 - [Digital Single] 싱인더그린 Part.2
- 2022년 9월 3일 구원찬 - [Digital Single] 합
- 2022년 9월 6일 Cheeze - 법대로 사랑하라 OST Part.1
- 2022년 9월 13일 이영훈 - [Digital Single] 오늘의 안녕
- 2022년 9월 15일 실리카겔 - [Digital Single] 왓챠 오리지널 <인사이드 리릭스> `비온다`
- 2022년 9월 17일 TRPP - Here To Stay
- 2022년 9월 23일 선우정아 - Studio X {1. Phase}
- 2022년 9월 25일 10cm - [Digital Single] 딱 10cm만[64]
- 2022년 9월 28일 윤딴딴 - [Digital Single] 싱인더그린 Part.6[65]
- 2022년 10월 10일 선우정아 - 법대로 사랑하라 OST Part.8
- 2022년 11월 11일 요조 - 이름들
- 2022년 11월 18일 Cheeze - 버튼게임 OST Part.3
- 2022년 11월 25일 송소희 - [Digital Single] 구름곶 여행 : Journey to Utopia
- 2022년 12월 2일 민수 - NOW NOW
- 2022년 12월 8일 소수빈 - [Digital Single] Need To Talk
- 2022년 12월 8일 윤딴딴 - [Digital Single] 부러우면 지는 거
- 2022년 12월 15일 루싸이트 토끼 - [Digital Single] Sorry For Myself
- 2022년 12월 20일 구원찬 - [Digital Single] 허수아비
- 2022년 12월 31일 Cheeze - 술꾼도시여자들2 OST Part.4
- 2023년 1월 14일 선우정아 - 대행사 OST Part.2
- 2023년 1월 19일 Rainbow99 - 재개발 블루스
- 2023년 1월 26일 선우정아 - [Digital Single] 보통 사람 (오늘 밤, 세계에서 이 사랑이 사라진다 해도 X 선우정아)
- 2023년 1월 31일 구원찬 - Object
- 2023년 2월 5일 10cm - Remake 1.0
- 2023년 2월 14일 Cheeze - 청춘월담 OST Part.1
- 2023년 2월 17일 황소윤 - [Digital Single] Prologue : Love
- 2023년 2월 21일 김수영 - Round And Round
- 2023년 2월 26일 Cheeze - [Digital Single] 넌 이별 난 아직[66]
- 2023년 3월 2일 최정윤 - [Digital Single] A Ticket
- 2023년 3월 9일 선우정아 - 사랑이라 말해요 OST Part.3[67]
- 2023년 3월 14일 황소윤 - Episode 1 : Love
- 2023년 3월 15일 실리카겔 - [Digital Single] Mercurial
- 2023년 3월 15일 Cheeze - [Digital Single] 대화가 필요해[68]
- 2023년 3월 25일 선우정아 - 신성한, 이혼 OST Part.4
- 2023년 3월 28일 윤지영 - [Digital Single] 그래서 다행인 나를
- 2023년 3월 30일 Cheeze - 딜리버리맨 OST Part.5
- 2023년 4월 10일 윤딴딴 - [Digital Single] 내가 야!하면 넌 예!
- 2023년 4월 20일 실리카겔 - [Digital Single] CREATE NEXT : 2023[69]
- 2023년 4월 22일 윤지영 - 나의 정원에서
- 2023년 4월 25일 실리카겔 - Machine Boy
- 2023년 5월 6일 박세진 - The Breakfast Club : 조찬 클럽[70]
- 2023년 5월 10일 소수빈 - [Digital Single] 말해주라
- 2023년 5월 12일 오핑 - Comfort Zone Horizon
- 2023년 5월 14일 10cm - [Digital Single] 5.4 (부동의 첫사랑)
- 2023년 5월 19일 민수 - [Digital Single] Buddy
- 2023년 5월 24일 최정윤 - Emotional Train
- 2023년 5월 27일 송소희 - [Digital Single] Infodemics
- 2023년 6월 10일 옥상달빛 - [Digital Single] [THE 시즌즈 Vol. 2] <최정훈의 밤의 공원> ReːWake x 옥상달빛
- 2023년 6월 11일 Cheeze - [Digital Single] Blooming Today
- 2023년 6월 18일 선우정아 - 이번 생도 잘 부탁해 OST Part.1
- 2023년 6월 30일 Cheeze - [Digital Single] Only You (여름날 우리 X CHEEZE (치즈))
- 2023년 7월 4일 윤딴딴 - [Digital Single] 여름을 좋아하는 이유
- 2023년 7월 20일 선우정아 - [Digital Single] 싸움 (Love War)
- 2023년 7월 27일 새소년 - [Digital Single] Kidd
- 2023년 7월 28일 선우정아 - 악귀 OST Part.4
- 2023년 8월 12일 10cm - [Digital Single] [THE 시즌즈 Vol. 11] <최정훈의 밤의 공원> ReːWake x 10CM
- 2023년 8월 19일 실리카겔 - [Digital Single] Tik Tak Tok
- 2023년 8월 24일 윤딴딴 - [Digital Single] 누군가의 플레이리스트 #18
- 2023년 9월 3일 김수영 - 하루 한방울 OST Part.1[71]
- 2023년 9월 5일 구원찬 - [Digital Single] Epilogue
- 2023년 9월 11일 Cheeze - 순정복서 OST Part.4
- 2023년 9월 25일 Cheeze - [Digital Single] 너 없이 첫날
- 2023년 9월 26일 소수빈 - [Digital Single] 달랐으니까
- 2023년 10월 2일 박문치 - [Digital Single] J U S T F U N
- 2023년 10월 3일 10cm - 소년 소녀 연애하다 OST Part.1
- 2023년 10월 5일 민수 - [Digital Single] Dickies, White Tee, Nike
- 2023년 10월 8일 Cheeze - 소년 소녀 연애하다 OST Part.2
- 2023년 10월 9일 송소희 - [Digital Single] 세상은 요지경
- 2023년 10월 14일 민수 - 소년 소녀 연애하다 OST Part.3
- 2023년 10월 20일 윤지영 - 소년 소녀 연애하다 OST Part.4
- 2023년 10월 24일 김수영 - [Digital Single] Goodbye
- 2023년 10월 31일 윤딴딴 - 이웃처럼 그렇게 OST
- 2023년 11월 3일 구원찬 - 소년 소녀 연애하다 OST Part.6
- 2023년 12월 12일 10cm - 사랑한다고 말해줘 OST Part.3
- 2023년 12월 15일 민수 - [Digital Single] 100번째 같은 말
- 2023년 12월 18일 선우정아 - [Digital Single] 포옹 (Po.Ong)
- 2023년 12월 20일 실리카겔 - Power Andre 99
- 2023년 12월 31일 오핑 - [Digital Single] Ruby
- 2024년 1월 5일 10cm - 마이 데몬 OST Part.7
- 2024년 1월 17일 10cm - [Digital Single] 5.5 (소년)
- 2024년 1월 22일 옥상달빛 - [Digital Single] Happy Ending
- 2024년 1월 29일 윤지영 - [Digital Single] Love Is Everywhere
- 2024년 2월 12일 박문치 - [Digital Single] Dr.Happiness
- 2024년 3월 15일 옥상달빛 - 40
- 2024년 3월 16일 10cm - 눈물의 여왕 OST Part.2
- 2024년 4월 2일 구원찬 - HOMESICK LIVE
- 2024년 4월 4일 송소희 - 공중무용
- 2024년 4월 5일 10cm - [Digital Single] 티라미수 케익 (남은 인생 10년 X 10CM)
- 2024년 4월 9일 김수영 - 사람, 김수영
- 2024년 4월 13일 소수빈 - 눈물의 여왕 OST Part.8
- 2024년 4월 25일 10cm - [Digital Single] 5.6 (너랑 밤새고 싶어)
- 2024년 5월 8일 김수영 - [Digital Single] 슬픔을 참는 세가지 방법
- 2024년 5월 12일 소수빈 - 히어로는 아닙니다만 OST Part.1
- 2024년 5월 14일 10cm - 선재 업고 튀어 OST Part.8
- 2024년 7월 2일 구원찬 - [Digital Single] 아직 준비가 안됐어
- 2024년 7월 15일 선우정아 - 너머 1. Black Shimmer
- 2024년 9월 3일 마라케시 - [Digital Single] Self Control
- 2024년 9월 5일 소수빈 - [Digital Single] 사랑하자
- 2024년 10월 18일 선우정아 - 너머 2. White Shade
- 2024년 12월 8일 10cm - 사랑은 외나무다리에서 OST Part.5
- 2024년 12월 16일 소수빈 - 사랑의 소동
- 2024년 12월 23일 구원찬 - [Digital Single] 변하는 걸 그저 내버려두기엔
- 2024년 12월 28일 선우정아 - [Digital Single] 음악[72]
- 2025년 2월 25일 윤딴딴 - 반칠십
- 2025년 3월 21일 송소희 - [Digital Single] Not A Dream
- 2025년 3월 26일 사뮈 - [Digital Single] 안녕
- 2025년 5월 17일 사뮈 - 음
- 2025년 5월 28일 안다영 - Where Is My Friend?
- 2025년 5월 30일 송소희 - 귀궁 OST Part.5
- 2025년 6월 9일 송소희 - 메이플스토리 OST : ASSEMBLE[73]
- 2025년 6월 25일 KONA - A Kind Of Animal
- 2025년 7월 16일 소유 - [Digital Single] PDA
- 2025년 7월 21일 예빛 - 아이쇼핑 OST Part.1
- 2025년 7월 25일 소유 - 착한 사나이 OST Part.2
- 2025년 8월 5일 사뮈 - 아이쇼핑 OST Part.3